# Soldier of Fortune (seria)
Soldier of Fortune – seria gier FPS, w których głównym bohaterem jest John Mullins, obecnie emerytowany żołnierz armii USA. W trzeciej części gry, zamiast Mullinsa pojawił się Thomas Mason (postać fikcyjna). 
W ramach serii zostały wydane:
- Soldier of Fortune (29 marca 2000[1])
- Soldier of Fortune II: Double Helix (31 maja 2002[2])
- Soldier of Fortune III: Payback (13 listopada 2007[3])